# 褐管巢蛛
褐管巢蛛（学名：Clubiona neglecta）为管巢蛛科管巢蛛属，胸板呈褐色，邊緣呈黑褐色，帶黑斑。分布于古北区以及中国大陆的湖南、吉林、四川、陕西等地，常见于稻田、棉田及石块下。该物种的模式产地在欧洲。